# Кушнір (монета)
«Кушні́р» — пам'ятна монета номіналом 5 гривень, випущена Національним банком України, присвячена одному з найдавніших занять — кушнірству, вичинці шкіри з хутра і пошиттю з неї різного одягу.
Монету введено в обіг 16 серпня 2012 року. Вона належить до серії «Народні промисли та ремесла України».

## Опис монети та характеристики
| Номінал грн. | Метал      | Маса, г | Діаметр, мм | Якість виготовлення       | Гурт     | Тираж, штук |
| ------------ | ---------- | ------- | ----------- | ------------------------- | -------- | ----------- |
| 5            | нейзильбер | 16,54   | 35,0        | спеціальний анциркулейтед | рифлений | 30 000      |

### Аверс
На аверсі монети розміщено: угорі малий Державний Герб України, під яким стилізований напис — «НАЦІОНАЛЬНИЙ/БАНК/УКРАЇНИ», у центрі — стилізоване зображення двох пташок, ліворуч і праворуч від яких традиційний український одяг — кожухи, шапки, кептарі, унизу написи: «5/ГРИВЕНЬ/2012» та логотип Монетного двору Національного банку України.

### Реверс
На реверсі монети на тлі натягнутої шкіри зображено кушніра за роботою. Угорі на стилізованому фоні розміщено напис «КУШНІР», з обох боків центральної композиції — стилізований орнамент.

## Автори

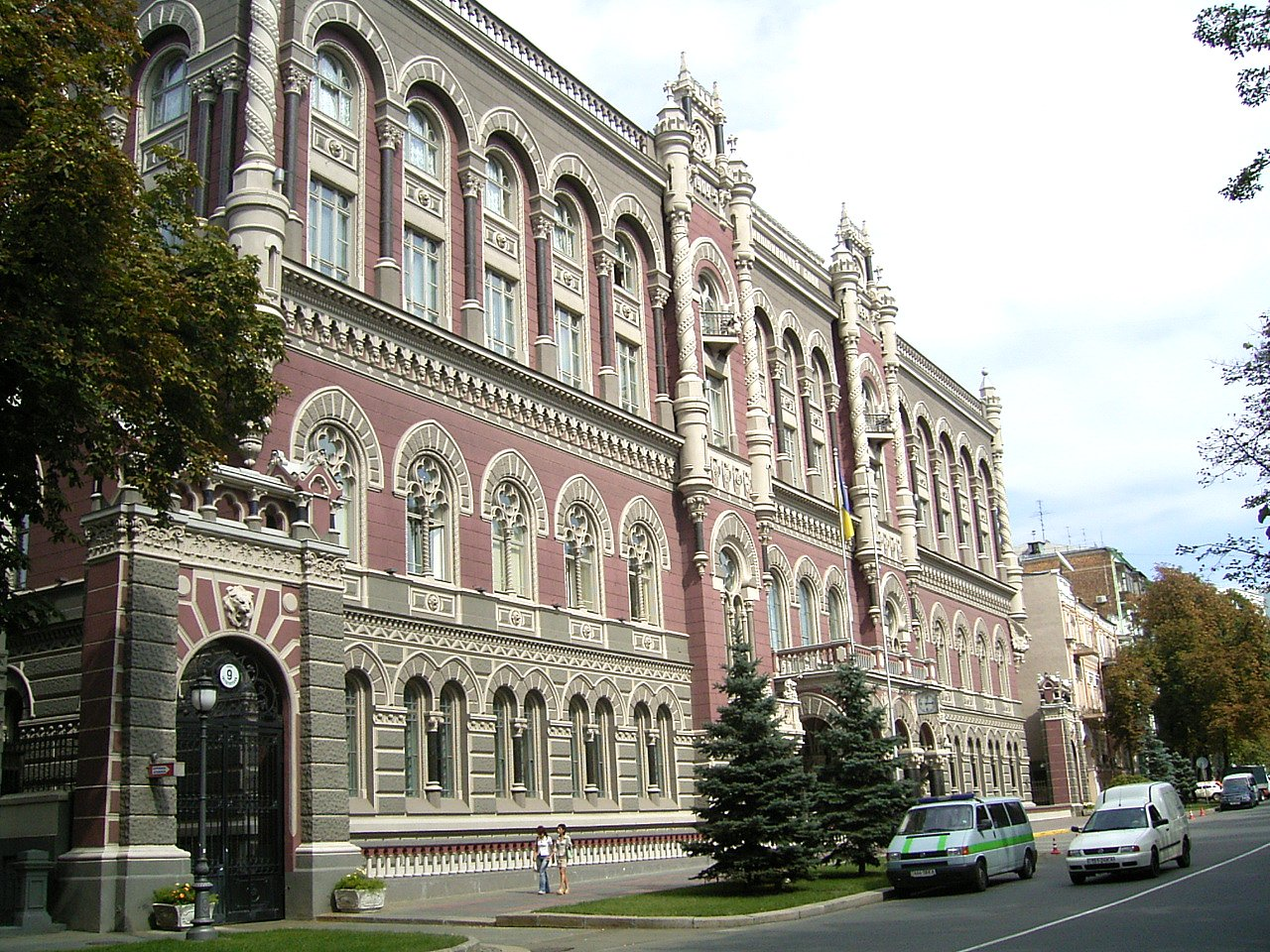
Будівля Національного банку України

- Художники: Таран Володимир, Харук Олександр, Харук Сергій.
- Скульптори: Дем'яненко Анатолій, Атаманчук Володимир.

## Вартість монети
Ціну монети — 20 гривень встановив Національний банк України у період реалізації монети через його філії у 2012 році.
Фактична приблизна вартість монети, з роками змінювалася так:
| Рік        | 2013 | 2014 | 2015 | 2016 | 2017 | 2018 | 2019 | 2020 | 2021 | 2022 | 2023 | 2024 | 2025 |
| ---------- | ---- | ---- | ---- | ---- | ---- | ---- | ---- | ---- | ---- | ---- | ---- | ---- | ---- |
| Ціна, грн. | 25   | 27   | 32   | 63   | 135  | 120  | 135  | 150  | 170  | 340  | 610  | 900  | 910  |